# Hermannia coccocarpa
Hermannia coccocarpa là một loài thực vật có hoa trong họ Cẩm quỳ. Loài này được Kuntze mô tả khoa học đầu tiên.